# Трайче Кацаров
Трайче Кацаров (на македонска литературна норма: Трајче Кацаров) е поет, разказвач, есеист и драматург от Северна Македония.

## Биография
Роден е през 1959 година в Щип, тогава във Федерална Югославия. Завършва Националната академия за театрално и филмово изкуство в София. Работи като драматург в Народния театър в Щип. Член е на Дружеството на писателите на Македония от 1991 година.

## Отличия и награди
Носител е на наградата „Рациново признание“ за 2009 година, на наградата „Йован Котески“ за 2011 година за стихосбирката „Форма на молкот“, на наградата „Прозни мајстори“ за 2011 година, на наградата „Григор Пърличев“ за поемата „АКO“ (2012) и наградата „Ванчо Николески“ на Дружеството на писателите на Македония за романа за деца „Не паркирај гаража“ (2019). През 2004 г. Кацаров е избран за личност на годината на Община Щип. А през 2009 г. Община Щип го избира за лауреат на наградата „8 ноември“.